# Change (Saona i Loira)
Change és un municipi francès, situat al departament de Saona i Loira i a la regió de Borgonya - Franc Comtat. L'any 2007 tenia 232 habitants.

## Demografia

### Població
El 2007 la població de fet de Change era de 232 persones. Hi havia 103 famílies, de les quals 36 eren unipersonals (20 homes vivint sols i 16 dones vivint soles), 24 parelles sense fills, 35 parelles amb fills i 8 famílies monoparentals amb fills.
La població ha evolucionat segons el següent gràfic:
Habitants censats

### Habitatges
El 2007 hi havia 140 habitatges, 102 eren l'habitatge principal de la família, 25 eren segones residències i 13 estaven desocupats. 133 eren cases i 8 eren apartaments. Dels 102 habitatges principals, 77 estaven ocupats pels seus propietaris, 23 estaven llogats i ocupats pels llogaters i 3 estaven cedits a títol gratuït; 4 tenien una cambra, 8 en tenien dues, 18 en tenien tres, 29 en tenien quatre i 43 en tenien cinc o més. 83 habitatges disposaven pel capbaix d'una plaça de pàrquing. A 55 habitatges hi havia un automòbil i a 36 n'hi havia dos o més.

### Piràmide de població
La piràmide de població per edats i sexe el 2009 era:
| Homes | Edats   | Dones |
| ----- | ------- | ----- |
| 0     | 95 o +  | 0     |
| 0     | 90 a 94 | 0     |
| 0     | 85 a 89 | 4     |
| 0     | 80 a 84 | 0     |
| 8     | 75 a 79 | 12    |
| 8     | 70 a 74 | 8     |
| 0     | 65 a 69 | 4     |
| 4     | 60 a 64 | 16    |
| 4     | 55 a 59 | 4     |
| 0     | 50 a 54 | 0     |
| 12    | 45 a 49 | 8     |
| 4     | 40 a 44 | 4     |
| 16    | 35 a 39 | 12    |
| 20    | 30 a 34 | 8     |
| 4     | 25 a 29 | 12    |
| 4     | 20 a 24 | 0     |
| 4     | 15 a 19 | 8     |
| 8     | 10 a 14 | 4     |
| 8     | 5 a 9   | 16    |
| 12    | 0 a 4   | 12    |

## Economia
El 2007 la població en edat de treballar era de 141 persones, 109 eren actives i 32 eren inactives. De les 109 persones actives 96 estaven ocupades (54 homes i 42 dones) i 13 estaven aturades (7 homes i 6 dones). De les 32 persones inactives 17 estaven jubilades, 10 estaven estudiant i 5 estaven classificades com a «altres inactius».

### Ingressos
El 2009 a Change hi havia 106 unitats fiscals que integraven 252 persones, la mediana anual d'ingressos fiscals per persona era de 17.472 €.

### Activitats econòmiques
Dels 9 establiments que hi havia el 2007, 1 era d'una empresa de fabricació d'altres productes industrials, 2 d'empreses de construcció, 1 d'una empresa de comerç i reparació d'automòbils, 1 d'una empresa d'hostatgeria i restauració i 4 d'empreses de serveis.
Dels 4 establiments de servei als particulars que hi havia el 2009, 1 era un taller de reparació d'automòbils i de material agrícola, 2 lampisteries i 1 restaurant.
L'any 2000 a Change hi havia 18 explotacions agrícoles que ocupaven un total de 406 hectàrees.

## Poblacions més properes
El següent diagrama mostra les poblacions més properes.